# Годфруа, Жюль-Жозеф
Жюль-Жозе́ф Годфруа́ (фр. Jules-Joseph Godefroid; 23 февраля 1811, Намюр — 27 февраля 1840, Париж) — французский арфист и композитор, старший брат арфиста Феликса Годфруа.

## Биография
Родился в 1811 году в Намюре, современная Бельгия. В 1826 году поступил в Парижскую консерваторию в класс Франсуа-Жозефа Надермана. Также обучался композиции у Жана-Франсуа Лесюёра. В 1828 году получил вторую премию по классу арфы, однако в 1829 году провалил экзамен, после чего покинул консерваторию и переехал в Булонь, где устроился преподавателем игры на арфе. В этом городе он активно взялся за сочинительство, написал несколько увертюр и военную фантазию, которая была исполнена при открытии памятника Наполеону в Булоне. Эти сочинения принесли ему определённую известность, среди них Veille des noces (с фр. — «Бодрствование перед свадьбой»), Le lac de Genève («Женевское озеро») и Enlèvement («Похищение»). В 1836 году Годфруа исполнил в парижском театре «Опера-Комик» сочинение Diadesté ou la Gageure arabe («Диадестей, или Арабская затея»), которая пользовалась большим успехом не столько из-за оригинальности идеи, сколько из-за утончённого стиля. В 1837 году предпринял турне по Бельгии, где был тепло встречен на концертах во всех городах. После этого вернулся во Францию, где взялся за сочинение двухактной комической оперы Chasse royale («Королевская охота»), которая была показана в 1839 году в парижском театре «Ренессанс». Слабость стихотворной основы произведения привела к провалу постановки. Годфруа горько переживал неудачу, впал в депрессию, в результате которой скончался в 1840 году, на 30-м году жизни.